# Partia (album)
Partia – debiutancki album zespołu Partia wydany w 1998 roku nakładem wydawnictwa Ars Mundi.

## Lista utworów
Wszystkie utwory autorstwa Lesława (z wyjątkiem słów do piosenki „Rêve”, które napisał A. Wielocha).
1. „Warszawa i ja”
2. „Piękny chuligan”
3. „Pociąg do nikąd”
4. „Ulice”
5. „Dick Grayson”
6. „Parasole”
7. „Rêve”
8. „Gwiazdy”
9. „High school”
10. „Chłopak czy dziewczyna?”
11. „10 godzin”
12. „Tydzień i jeden dzień”

## Twórcy
- Lesław – śpiew, gitara, muzyka i słowa (z wyjątkiem „Rêve” j.w.)
- Waldek – gitara basowa i głos
- Arkus – perkusja i głos